# Motu Iti (Wyspa Wielkanocna)
Motu Iti (dosłownie „Mała Wyspa”) – niewielka, niezamieszkana wysepka wulkaniczna pomiędzy Motu Nui a iglicą Motu Kao Kao, w pobliżu Wyspy Wielkanocnej na Oceanie Spokojnym. Stanowi wierzchołek podwodnej góry wznoszącej się z dna morskiego na wysokość ponad 2000 m. Obecnie jest rezerwatem ptaków i stanowi część Parku Narodowego Rapa Nui.
Do XIX w. stanowiła źródło pozyskiwania obsydianu do obróbki kamienia oraz jaj ptasich dla mieszkańców Wyspy Wielkanocnej.